# Междуклетъчни връзки
Междуклетъчните връзки, или междуклетъчните контакти, са специфични структури, които позволяват обмен на информация и вещества между съседни клетки или контакти в тъканите на многоклетъчните организми. Те са многобройни в епителните клетки. Образувани са от лепливи протеинови комплекси, които създават контакт между съседни клетки или околоклетъчното пространство.

## Класификация
- Плътните контакти приближават съседните клетки и преахват междуклеътчното пространство, което не позволява свободното преминаване на вещества.
- Простият контакт и шевото свързване закотвят клетки. Характерни са за тъкани, подложени на межанично натоварване.
- Цепковидните контакти са обособени зони на мембраната, които улесняват дифузията на йони и малки молекули между съседни клетки. В животинския оргнизъм образумат и електрически синапс.
- Септалните и септоподобните контакти контролират обменяната на вещества. В гръбначните животни осигуряват междуклетъчно пространство, в което се секретират свободно вещесктва за кръвта.
- Дезмозомите и дезмозомоподобните контакти позволяват прилепване на съседни клетки чрез структурните белтъци кадхерин, актин и винкулин.

- 1.) Адхерентни петна
- 2.) Септален контакт
- 3.) Плътен контакт

Безгръбначните имат и други няколко различни междуклетъчни връзки, например септумни връзки или апексови връзки (червеят C. elegans притежава апексови (връхни) връзки).